# Barraca de la Coma Farella 1
La Barraca de la Coma Farella 1 és una barraca de vinya de Calafell (Baix Penedès) protegida com a Bé Cultural d'Interès Local.

## Descripció
Es tracta d'una barraca de pedra seca de planta circular amb la porta situada al costat sud. És adossada a un marge i, actualment és en ruïnes en un 90% aproximadament.
Els murs i la volta són fets amb peces irregulars de pedra unides en sec amb l'ajuda de falques de pedra. Els murs tenen un rebliment de pedruscall.